# Henrique de Obarrio Vallarino
Henrique de Obarrio Vallarino fue un político panameño que fue presidente provisional de Panamá durante dos días entre el 12 de julio de 1948 y el 13 de julio de 1948. Estudió en el Colegio La Salle de los Hermanos Cristianos en la ciudad de Panamá. Fue miembro de la Asamblea Constituyente de entre 1945 y 1947. También fue contralor general de la República entre 1945 y 1948 y gerente del Banco Nacional de Panamá (BNP) entre 1954 y 1960.